# De duivel draagt Prada
De duivel draagt Prada is een roman uit 2003 van de Amerikaanse schrijver Lauren Weisberger. Het werk kan worden gerekend tot de chicklit. Het boek werd in 2006 verfilmd als The Devil Wears Prada.

## Verhaal
Het verhaal gaat over Andrea Sachs, ze is net uit de collegebanken en wil gaan werken als journalist. Totdat ze de kans krijgt om de nieuwe tweede assistent te worden van Miranda Priestly, hoofdredacteur van het tijdschrift Runway - hét modeblad. Ze neemt de kans aan, wie één jaar als assistent werkt bij Runway kan daarna overal aan de slag.
Als tweede assistante van Miranda moet Andrea voldoen aan alle verzoeken van Miranda, van het halen van haar koffie tot het bestellen van het nieuwe Harry Potter boek voor haar twee dochters. Mirande doet belachelijke, en vaak ook onmogelijke, verzoeken via de telefoon die vaak zo vaag zijn dat ze niet zijn uit te voeren. Als Andrea een opdracht niet vervult wordt Miranda verschrikkelijk kwaad en dreigt ze met ontslag.
Andrea ziet al snel hoe iemand die aan de top staat het leven van ondergeschikten tot een hel kan maken. Elke dag - en nacht - wordt Andrea zwaar op de proef gesteld. Als Miranda voor de modeweken naar Parijs vertrekt moet Andrea als assistente mee. Voor Andrea breekt er een vreselijke tijd aan. Andrea krijgt in Parijs te horen dat haar beste vriendin een ongeluk heeft gehad en in coma ligt, maar Miranda eist dat ze bij haar blijft, anders verliest ze haar baan.
Uiteindelijk geeft ze Andrea een onmogelijk verzoek: het opnieuw aankopen van twee paspoorten voor haar dochters, die nog in Amerika zitten. Andrea ziet in dat ze niet thuis hoort in deze wereld waar de vrouwen graatmager zijn en de mannen rondlopen in strakke coltruien en leren broeken. Andrea geeft het uiteindelijk op. Ze heeft genoeg van Miranda, ze stapt uit de auto en loopt zonder iets te zeggen weg. Later is ze gaan werken bij de krant.

## Personages
- Andrea Sachs, pas aan de brown University afgestudeerd, is nu tweede assistent van een tirannieke hoofdredacteur van een toonaangevend modeblad. Door haar vrienden en familie wordt ze Andy genoemd.
- Miranda Priestly, de geboren Britse hoofdredacteur van Runway, een zeer chic en invloedrijk modetijdschrift dat wordt uitgegeven door de Elias-Clark company. Ze is bekend om het dagelijkse dragen van een witte sjaal van Hermès ergens op haar lichaam en de behandeling van haar ondergeschikten op een manier die grenst aan emotionele en psychische mishandeling.
- Emily Charlton, Andrea's collega, voormalig tweede nu eerste assistent, verantwoordelijk voor meer business-gerelateerde zaken. Zij en Andrea zouden vrienden moeten zijn, en zijn dat soms ook, maar hebben een gemengde relatie, omdat hun verschillende verantwoordelijkheden jaloezie tussen hen creëert: Andrea moet vaak buiten kantoor aan de slag, terwijl Emily zich flexibeler mag kleden en zich meer kan ontspannen op kantoor.
- Alex Fineman, Andrea's vriendje, die doceert aan een basisschool in de South Bronx, New York.
- Lelie Goodwin, een vrijgevochten studente Russische literatuur aan de Columbia University met zwart krullend haar, kamergenoot van Andrea en oude vriendin, met wie ze ook de middelbare school en universiteit doorliep.
- Nigel, een zeer lange Britse homoseksuele man die als Runway 's creative director vaak op televisie verschijnt als mode-adviseur. Hij spreekt altijd luid en heeft een ongelooflijk goed gevoel voor stijl. Hij is ook de enige persoon die (soms harde) kritiek mag hebben op Miranda's persoonlijke kledingkeuzes.
- James, een andere homoseksuele man op Runway, die werkt bij de beauty-afdeling, en bevriend raakt met Andrea.
- Jeffy, die toezicht houdt op Runway 's beroemde "Closet," gevuld met allerlei kledingstukken in bruikleen van de ontwerpers voor fotoshoots, maar zelden geretourneerd en vaak "geleend" door personeel van het tijdschrift. Hij is grotendeels belast met de transformatie van Andrea's garderobe, zodat ze past in de modieuze gangen van de Runwaykantoren.
- Hunter Tomlinson, een prominente New Yorkse belastingadviseur, de huidige echtgenoot van Miranda, nadat ze de vader van haar twee dochters, een verlopen Britse rockster, verliet. Zo wreed als zijn vrouw is, zo aardig is hij tegen Andrea en Emily. Hij wordt door hen en andere naaste medewerkers van Miranda achter zijn rug "B-DAD" genoemd, wat staat voor blind, doof en stom (Blind Deaf And Dumb), de enige manier waarop ze konden geloven dat iemand in staat is om met haar te leven.
- Eduardo, een bewaker van het Elias-Clark gebouw die vaak Andrea of iemand anders van Miranda's persoonlijke assistenten zingen of anderszins voor hij ze het gebouw laat betreden.
- Christian Collinsworth, een knappe jonge schrijver die Andrea ontmoet op een feestje, waar ze zich tot elkaar aangetrokken voelen.
- Caroline en Cassidy, de tweelingdochters waar Miranda dol op is.
- Cara, de nanny, die Andrea's huid meer dan eens redt, maar uiteindelijk ontslagen wordt door Miranda nadat ze de tweeling een time-out in hun slaapkamer geeft voor hun slechte houding.
- Jill, de oudere zus van Andrea, die is getrouwd en in Houston woont, waar ze een zuidelijk accent is beginnen te ontwikkelen tot groot ongenoegen van Andrea.
- De Clackers, de vele vrouwelijke redactie-medewerkers van het magazine, met name Allison (voormalig eerste assistent nu beautyeditor), Lucia (mode-afdeling), Jocelyn (redactioneel) en Stef (accessoires). Ze worden zo genoemd door Andrea vanwege het geluid van de naaldhakken die ze dragen als ze heen en weer lopen over de marmeren vloeren van het Elias-Clark gebouw.
- Benjamin, vaak aangeduid als Benji. Hij was ex-Lily's vriendje, maar het lijkt erop dat hij en Lily contact hebben gehouden nadat ze uit elkaar zijn gegaan. Hij wordt zelden genoemd in het boek, maar hij was betrokken bij het auto-ongeluk met Lily.